# Майатт, Джон
Джон Майатт (англ. John Myatt; род. 1945, Сток-он-Трент, Великобритания) — британский художник, фальсификатор произведений искусства. Вместе с Джоном Дрю был осужден за подделку произведений искусства. Их преступление было названо «крупнейшей аферой в сфере искусств 20-го века». По его собственным словам, сейчас около 120 его копий, хранящихся в различных музеях и частных коллекциях, считаются подлинниками.

## Биография

### Ранние годы
Родился в семье фермера Герберта Майатта и его жены Фреды. Майатт учился в художественной школе, где и обнаружил талант копировать манеру других художников, но поначалу рисовал только для развлечения и для друзей. Некоторое время писал тексты для песен, в частности претендует на авторство песни «Silly Games», занявшую вторую строку в чартах Великобритании в 1979 году. Хотя исполнительница песни, Джанет Кей приписывает авторство продюсеру Деннису Бовеллу и Диане Бовелл. Позже Майатт устроился работать учителем в школе вСтаффордшире.

### Живопись
В 1985 году, когда жена ушла от него, Майатт бросил преподавание чтобы проводить больше времени со своими детьми и попытался зарабатывать на жизнь, рисуя оригинальные картины в стиле известных художников. Он разместил рекламу в журнале "Private Eye", которая гласила: «Подлинные подделки. Картины девятнадцатого и двадцатого веков от £ 150». Первоначально он был честен в отношении природы своих картин, но физик-ядерщик, как он представился, Джон Дрю, его постоянный покупатель, смог перепродать некоторые из его картин как подлинные. Позже, когда он сказал Майатту, что аукцион Кристис посчитал его картину в стиле Альберта Глеза подлинной и заплатил 25 000 фунтов стерлингов, тот стал добровольным соучастником мошенничества Дрю и начал писать картины в стиле таких мастеров, как Роже Бисьер, Марк Шагал, Ле Корбюзье, Жан Дюбюффе, Альберто Джакометти, Матисс, Бен Николсон, Никола де Сталь и Грэхем Сазерленд.

### Подделки
По оценкам полиции, Майатт по создал около 200 подделок и отправил их Дрю в Лондон. Позже полиция выявила только шестьдесят из них. Дрю продавал их аукционным домам Кристис, Phillips и Сотбис и арт-дилерам в Лондоне, Париже и Нью-Йорке.

### Арест и суд
В сентябре 1995 года Майатт был арестован детективами Скотланд-Ярда. Он сразу признался, заявив, что создавал картины с использованием акриловой краски и лубриканта K-Y Jelly (англ.), смеси, которая быстро высыхала. По его оценкам, он заработал около 275 000 фунтов стерлингов, и предложил вернуть деньги и помочь изобличить Дрю. Однако, расследование выявило, что общая сумма прибыли, полученной в результате подделок Майатта, превышает 25 миллионов евро.
16 апреля 1996 года полиция совершила рейд на галерею Дрю в Рейгейте, графство Суррей, к югу от Лондона, и обнаружила материалы, которые тот использовал для подделки сертификатов подлинности. Дрю также изменял провенанс подлинных картин, чтобы связывать их с подделками Майатта, и добавлял поддельные документы в архивы различных учреждений, чтобы «доказать» подлинность подделок.
Суд над Майаттом и Дрю начался в сентябре 1998 года. 13 февраля 1999 года Джон Майатт был приговорен к одному году лишения свободы за сговор с целью мошенничества . Он был освобожден в июне следующего года после четырех месяцев в тюрьме. В тюрьме получил прозвище «Пикассо», за то что рисовал портреты заключенных за телефонные карточки. Дрю был приговорен к шести годам за мошенничество и провёл в тюрьме два года.

### После освобождения
После освобождения Майатт продолжает писать заказные портреты и копии картин, а также проводит выставки своих работ. Сейчас его картины помечаются как копии и могут быть приобретены в Кастл Галлерис в Великобритании. Также, сейчас он работает вместе с правоохранительными органами, помогая разоблачать мошенников.
В 2007 году сообщалось, что о деле Майатта должен был быть снят фильм, по сценарию Дика Клемента и Яна Ла Френе, под рабочим названием «Подлинные подделки».
Майатт ведёт телевизионное шоу на канале Sky Arts под названием «Слава в рамке». В каждом шоу он рисует, в стиле одного из известных художников, портрет приглашенной знаменитости.

Майатт сказал о своих подделках, 
 Когда я рисую в стиле одного из великих ... Моне, Пикассо, Ван Гога ... я не просто создаю копию или бледную имитацию оригинала. Подобно тому, как актер погружает себя в характер, я лезу в умы и жизни каждого художника. Я перенимаю их приемы и ищу вдохновение, которое лежит в основе каждого великого художника по поводу мира. Тогда и только тогда я начну рисовать «Законную подделку». 